# Брезово (град)
Брезово (буг. Брезово) град је у Републици Бугарској, у средишњем делу земље, седиште истоимене општине Брезово у оквиру Пловдивске области.

## Географија
Положај: Брезово се налази у средишњем делу Бугарске. Од престонице Софије град је удаљен 180 km источно, а од обласног средишта, Пловдива град је удаљен 55 km североисточно.
Рељеф: Област Брезова се налази у бугарском делу Тракије, у долини реке Марице. Град се сместио 20-ак километара северно од реке, на приближно 240 m надморске висине. Северно од града издиже се Средња гора.
Клима: Клима у Брезову је континентална.
Воде: Кроз Брезово протиче низ мањих водотока, притока реке Марице.

## Историја
Област Брезова је првобитно било насељено Трачанима, а после њих овом облашћу владају стари Рим и Византија. Јужни Словени ово подручје насељавају у 7. веку. Од 9. века до 1373. године област је била у саставу средњовековне Бугарске.
Крајем 14. века област Брезова је пала под власт Османлија, који владају облашћу 5 векова.
Године 1885. град је постао део савремене бугарске државе. Насеље постоје убрзо средиште окупљања за села у околини, са више јавних установа и трговиштем.

## Становништво
По проценама из 2007. године Брезово је имало око 2.000 становника. Огромна већина градског становништва су етнички Бугари. Остатак су махом Роми. Последњих деценија град губи становништво због удаљености од главних токова развоја у земљи.